# 사현진
사현진(1976년 2월 5일 ~ )은 대한민국의 배우이다. 1993년 그룹 S.O.S 멤버로 데뷔하였다.

## 학력
- 서울예술대학 연극과

## 연기 활동

### 영화
- 2014년 《18: 우리들의 성장 느와르》 - 동도 모 역
- 2009년 《애자》 - 현진 역
- 2005년 《가발》 - 경주 역
- 2005년 《분홍신》 - 정아 역 (우정출연)
- 2004년 《풀리쉬 게임》 - 미영 역 (우정출연)
- 2003년 《비디오를 보는 남자》 - 미스 신 역
- 2003년 《위대한 유산》 - 장미 역 (우정출연)
- 2003년 《튜브》 - 신혼 녀 역
- 2001년 《선물》 - 혜정 역
- 2000년 《킬리만자로》 - 미스 김 역
- 2000년 《구멍》 - 유라 역
- 1997년 《비트》 - 선아 역
- 1995년 《닥터 봉》 - 가수 역

### 드라마
- 1997년 SBS 단막극 《70분 드라마 - 라스트 카니발》 ... 은혜 역
- 1998년 KBS2 납량특집드라마 《전설의 고향 - 90년대 시리즈 - 귀면살풍》
- 2007년 KBS2 단막극 《드라마시티 - 저수지》 ... 해숙 역
- 2007년 KBS2 미니시리즈 《한성별곡》 ... 박 상궁 역
- 2008년 KBS2 납량특집드라마 《전설의 고향》 ... 대비전 상궁 역
- 2010년 KBS2 미니시리즈 《추노》 ... 장필순 역
- 2010년 SBS 《산부인과》 ... 희준의 엄마 역 (특별출연)
- 2010년 KBS2 아침드라마 《사랑하길 잘했어》 ... 은경 역
- 2011년 SBS 주말특별기획 《여인의 향기》 ... 유혜원 역
- 2013년 KBS2 4부작드라마 《KBS 드라마 스페셜 연작 시리즈 - 그녀들의 완벽한 하루》 ... 차현수 역
- 2020년 SBS 금토드라마 《날아라 개천용》 ... 심보현 역